# Edip Noyan
Edip Noyan, född 1 januari 1956 i Turkiet, är en syriansk-svensk politiker (moderat). Han satt som riksdagsledamot för Stockholms läns valkrets 2011–2014.

## Biografi
Edip Noyan föddes 1956 i Turkiet av syriansk härkomst, tillhörande syrisk-ortodoxa kyrkan, och immigrerade till Sverige 1975. Han är bosatt i Alby i Botkyrka kommun.

## Politik
Edip Noyan var statsrådsersättare för Ewa Björling i Sveriges riksdag mellan den 10 oktober 2011 och fram till 2014 och satt som suppleant i riksdagens finansutskott. Han valdes till ordförande för Moderaterna i Botkyrka i april 2013 med 72 röster mot 64. I kommunalvalet 2002 fick han 244 personkryss och blev därigenom invald i kommunfullmäktige. 
I Riksdagen har Edip Noyan motionerat om förlängningstiden vid kärleksinvandring och om bilbesiktning för svenskar bosatta utomlands, samt om att avskaffa kravet på danstillstånd för restauranger. Han har även argumenterat för att göra det svårare att få till indragna serveringstillstånd för krogägare.

## Religiösa engagemang
Edip Noyan är medlem i Sankt Georgis syrisk-ortodoxa kyrka i Norsborg, tillhörande Syrisk-ortodoxa ärkestiftet i Skandinavien. Han har företrätt församlingen i byggnadsärenden och varit dess sekreterare.

## Kontroverser
Edip Noyan tog 2013 time-out efter att ha figurerat i en polisutredning om mordförsök. Enligt tidningen Aftonbladet kan anledningen ha varit att den skjutna mannen var ordförande i den bostadsrättsförening som hyr ut en restauranglokal i Gamla stan. Den skjutne mannen ska ha haft synpunkter på restaurangverksamheten som bedrevs av Noyans familj, vilket, enligt tidningen, kan ha varit ett möjligt motiv till dådet. Noyan återvände till sitt riksdagsarbete en månad senare när beslagen från husrannsakan hävdes. Stockholms kommun beslöt att återkalla serveringstillståndet för krogen.
Edip Noyan kom vidare 2013 i konflikt med moderaten Jimmy Baker. Polisen ska ha ansett att hotbilden mot Jimmy Baker varit så allvarlig att denne var i behov av personskydd.
Enligt Expressen var Noyan en "klan-politiker" vars kopplingar till kriminella kretsar var så allvarliga att Säpo tog kontakt med Moderaternas ledning för att varna partiet, strax efter att han valts in i riksdagen.
I september 2014 uteslöts Edip Noyan ur partiet av Stockholmsmoderaternas förbundsstyrelse.